# 동인의 동인
동인의 동인(일본어: 同人の同人 どうじんのどうじん[*])은 동인작품을 기반으로 한 2차 창작, 패러디를 가리키는 말로 특히 동인 음악 분야에서는 2000년대 중반부터 타입문, 동방 프로젝트 등의 고유의 동인 게임의 배경음악의 편곡이 유행하여, 동인의 동인이 동인음악의 주류를 점하는 경향도 있다.
오리지널 동인 작품에서는 2차 창작에서는 2차 창작물계에서 붙여진 설정과 관계성이 팬들 사이에서 공유되어 오리지널 동인 작품에 반영되는 경우도 있다.